# نيووير تر آ
نيووير تر آ هي قرية في هولندا، مقاطعة أوترخت. وهي جزء من بلدية ستيختسه فيخت، وتقع حوالي 13  كم شمال غرب أوترخت.